# Zdzisław Tokarski

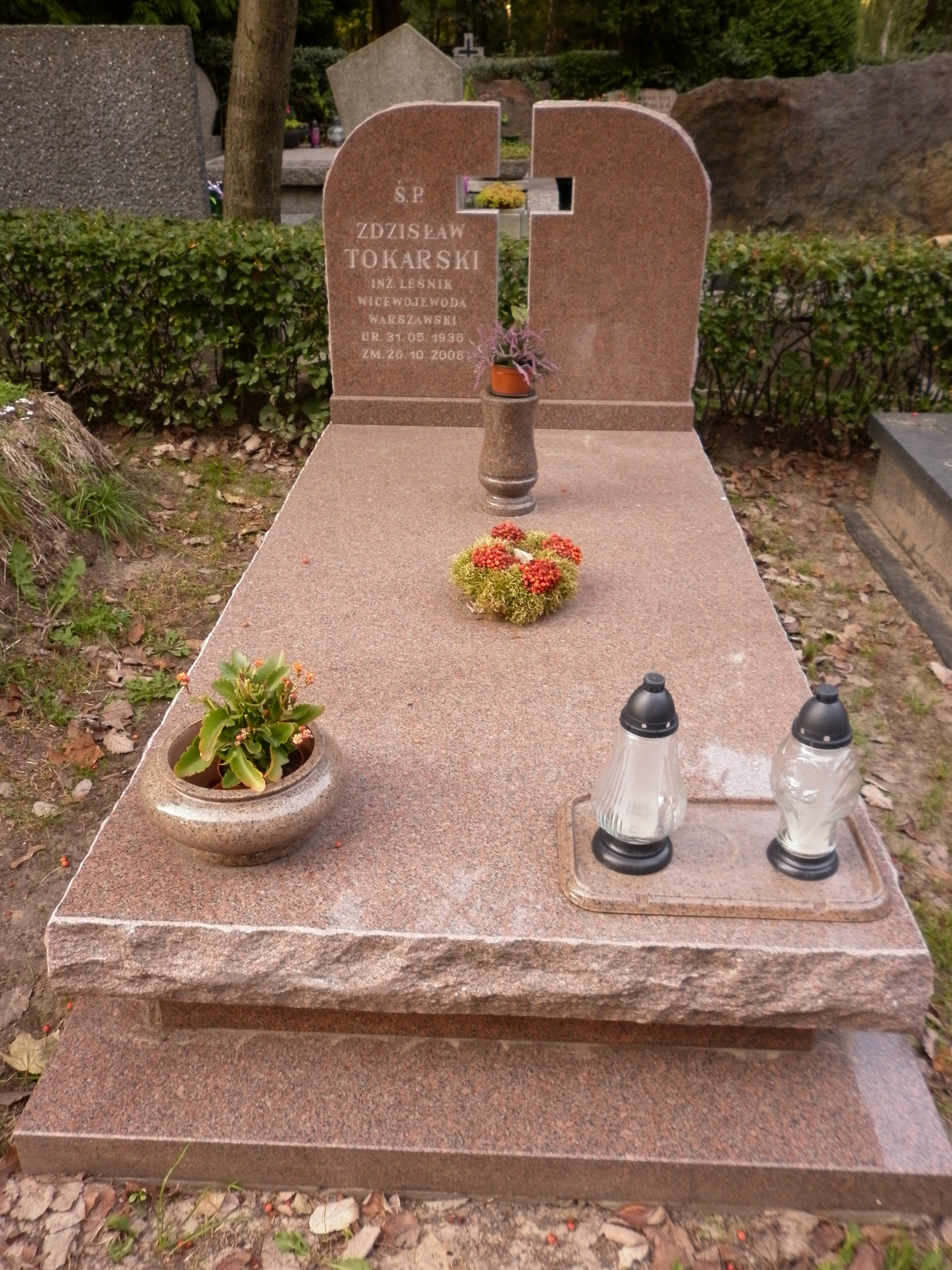
Grób Zdzisława Tokarskiego na Cmentarzu Wojskowym na Powązkach

Zdzisław Wojciech Tokarski (ur. 31 maja 1936 w Morakowie, zm. 26 października 2008) – polski urzędnik państwowy, wiceminister rządów PRL (1983–1987), wiceprezydent Warszawy i wicewojewoda warszawski.

## Życiorys
Z wykształcenia był inżynierem leśnictwa. Od marca 1983 do listopada 1985 pełnił funkcję podsekretarza stanu w Ministerstwie Leśnictwa i Przemysłu Drzewnego, następnie od listopada 1985 do października 1987 był wiceministrem przemysłu chemicznego i lekkiego. Po odejściu z urzędu objął funkcję wiceprezydenta Warszawy. W okresie rządów koalicji SLD-PSL pełnił obowiązki wicewojewody warszawskiego z ramienia SLD.
Był członkiem Związku Leśników Polskich. W latach 90. sprawował funkcję przewodniczącego Zarządu Wojewódzkiego Zrzeszenia Sportu i Turystyki „Ogniwo”. Zmarł w 2008, został pochowany na Cmentarzu Wojskowym na Powązkach (kwatera C29-tuje-3).